# Cryptococcus amylolentus
Cryptococcus amylolentus är en svampart som först beskrevs av Van der Walt, D.B. Scott & Klift, och fick sitt nu gällande namn av Golubev 1981. Cryptococcus amylolentus ingår i släktet Cryptococcus och familjen Tremellaceae.   Inga underarter finns listade i Catalogue of Life.